# Sopotnica (Bośnia i Hercegowina)
Sopotnica (cyr. Сопотница) – wieś w Bośni i Hercegowinie, w Republice Serbskiej, w gminie Novo Goražde. W 2013 roku liczyła 485 mieszkańców.

## Historia
W latach 1519–1923 przy kościele św. Jerzego działała drukarnia. Była to jedna z pierwszych serbskich drukarni, pierwsza na terenie dzisiejszej Bośni i Hercegowiny. 